# Daytime Emmy Award for Outstanding Drama Series
Der Daytime Emmy Award for Outstanding Drama Series (deutsch etwa: „Daytime Emmy für herausragende Dramaserien“) ist ein jährlich von der National Academy of Television Arts and Sciences (NATAS) und der Academy of Television Arts & Sciences (ATAS) vergebener Fernsehpreis. Er wurde erstmals 1972, damals unter dem Namen Outstanding Achievement in a Daytime Drama vergeben. Seinen heutigen Namen erhielt er 1974.
Am Häufigsten gewann General Hospital mit insgesamt 17 Awards. Die meisten Nominierungen mit 33 erhielt Schatten der Leidenschaft.

## Gewinner und Nominierte

### 1970er Jahre
| Jahr | Serie                     | Sender | Ref   |
| ---- | ------------------------- | ------ | ----- |
| 1972 | The Doctors               | NBC    |       |
| 1972 | All My Children           | ABC    |       |
| 1972 | Another World             | NBC    |       |
| 1972 | General Hospital          | ABC    |       |
| 1973 | The Edge of Night         | CBS    | [ 1 ] |
| 1973 | Zeit der Sehnsucht        | NBC    | [ 1 ] |
| 1973 | Liebe, Lüge, Leidenschaft | ABC    | [ 1 ] |
| 1973 | The Doctors               | NBC    | [ 1 ] |
| 1974 | The Doctors               | NBC    | [ 2 ] |
| 1974 | Zeit der Sehnsucht        | NBC    | [ 2 ] |
| 1974 | General Hospital          | ABC    | [ 2 ] |
| 1975 | Schatten der Leidenschaft | CBS    | [ 3 ] |
| 1975 | Another World             | NBC    | [ 3 ] |
| 1975 | Zeit der Sehnsucht        | NBC    | [ 3 ] |
| 1976 | Another World             | NBC    | [ 4 ] |
| 1976 | All My Children           | ABC    | [ 4 ] |
| 1976 | Zeit der Sehnsucht        | NBC    | [ 4 ] |
| 1976 | Schatten der Leidenschaft | CBS    | [ 4 ] |
| 1977 | Ryan’s Hope               | ABC    | [ 5 ] |
| 1977 | All My Children           | ABC    | [ 5 ] |
| 1977 | Another World             | NBC    | [ 5 ] |
| 1977 | Zeit der Sehnsucht        | NBC    | [ 5 ] |
| 1977 | The Edge of Night         | ABC    | [ 5 ] |
| 1978 | Zeit der Sehnsucht        | NBC    | [ 6 ] |
| 1978 | All My Children           | ABC    | [ 6 ] |
| 1978 | Ryan’s Hope               | ABC    | [ 6 ] |
| 1978 | Schatten der Leidenschaft | CBS    | [ 6 ] |
| 1979 | Ryan’s Hope               | ABC    | [ 7 ] |
| 1979 | All My Children           | ABC    | [ 7 ] |
| 1979 | Zeit der Sehnsucht        | NBC    | [ 7 ] |
| 1979 | Schatten der Leidenschaft | CBS    | [ 7 ] |

### 1980er Jahre
| Jahr | Serie                                               | Sender | Ref    |
| ---- | --------------------------------------------------- | ------ | ------ |
| 1980 | Springfield Story                                   | CBS    | [ 8 ]  |
| 1980 | All My Children                                     | ABC    | [ 8 ]  |
| 1980 | Another World                                       | NBC    | [ 8 ]  |
| 1981 | General Hospital                                    | ABC    | [ 9 ]  |
| 1981 | All My Children                                     | ABC    | [ 9 ]  |
| 1981 | Ryan’s Hope                                         | ABC    | [ 9 ]  |
| 1982 | Springfield Story                                   | CBS    | [ 10 ] |
| 1982 | All My Children                                     | ABC    | [ 11 ] |
| 1982 | General Hospital                                    | ABC    | [ 11 ] |
| 1982 | Ryan’s Hope                                         | ABC    | [ 11 ] |
| 1983 | Schatten der Leidenschaft                           | CBS    | [ 12 ] |
| 1983 | All My Children                                     | ABC    | [ 12 ] |
| 1983 | Zeit der Sehnsucht                                  | NBC    | [ 12 ] |
| 1983 | General Hospital                                    | ABC    | [ 12 ] |
| 1983 | Liebe, Lüge, Leidenschaft                           | ABC    | [ 12 ] |
| 1984 | General Hospital                                    | ABC    | [ 13 ] |
| 1984 | All My Children                                     | ABC    | [ 13 ] |
| 1984 | Zeit der Sehnsucht                                  | NBC    | [ 13 ] |
| 1985 | Schatten der Leidenschaft                           | CBS    | [ 14 ] |
| 1985 | All My Children                                     | ABC    | [ 14 ] |
| 1985 | Zeit der Sehnsucht                                  | NBC    | [ 14 ] |
| 1985 | General Hospital                                    | ABC    | [ 14 ] |
| 1985 | Springfield Story                                   | CBS    | [ 14 ] |
| 1986 | Schatten der Leidenschaft                           | CBS    | [ 15 ] |
| 1986 | All My Children                                     | ABC    | [ 15 ] |
| 1986 | Jung und Leidenschaftlich – Wie das Leben so spielt | CBS    | [ 15 ] |
| 1986 | General Hospital                                    | ABC    | [ 15 ] |
| 1987 | Jung und Leidenschaftlich – Wie das Leben so spielt | CBS    | [ 16 ] |
| 1987 | All My Children                                     | ABC    | [ 16 ] |
| 1987 | California Clan                                     | NBC    | [ 16 ] |
| 1987 | Schatten der Leidenschaft                           | CBS    | [ 16 ] |
| 1988 | California Clan                                     | NBC    | [ 17 ] |
| 1988 | All My Children                                     | ABC    | [ 17 ] |
| 1988 | Jung und Leidenschaftlich – Wie das Leben so spielt | CBS    | [ 17 ] |
| 1988 | General Hospital                                    | ABC    | [ 17 ] |
| 1988 | Schatten der Leidenschaft                           | CBS    | [ 17 ] |
| 1989 | California Clan                                     | NBC    | [ 18 ] |
| 1989 | All My Children                                     | ABC    | [ 18 ] |
| 1989 | Jung und Leidenschaftlich – Wie das Leben so spielt | CBS    | [ 18 ] |
| 1989 | General Hospital                                    | ABC    | [ 18 ] |
| 1989 | Springfield Story                                   | CBS    | [ 18 ] |
| 1989 | Schatten der Leidenschaft                           | CBS    | [ 18 ] |

### 1990er Jahre
| Jahr | Serie                                               | Sender | Ref    |
| ---- | --------------------------------------------------- | ------ | ------ |
| 1990 | California Clan                                     | NBC    | [ 19 ] |
| 1990 | All My Children                                     | ABC    | [ 19 ] |
| 1990 | Springfield Story                                   | CBS    | [ 19 ] |
| 1990 | Schatten der Leidenschaft                           | CBS    | [ 19 ] |
| 1991 | Jung und Leidenschaftlich – Wie das Leben so spielt | CBS    | [ 20 ] |
| 1991 | All My Children                                     | ABC    | [ 20 ] |
| 1991 | Springfield Story                                   | CBS    | [ 20 ] |
| 1991 | Schatten der Leidenschaft                           | CBS    | [ 20 ] |
| 1992 | All My Children                                     | ABC    | [ 21 ] |
| 1992 | Jung und Leidenschaftlich – Wie das Leben so spielt | CBS    | [ 21 ] |
| 1992 | Springfield Story                                   | CBS    | [ 21 ] |
| 1992 | Schatten der Leidenschaft                           | CBS    | [ 21 ] |
| 1993 | Schatten der Leidenschaft                           | CBS    | [ 22 ] |
| 1993 | All My Children                                     | ABC    | [ 22 ] |
| 1993 | Jung und Leidenschaftlich – Wie das Leben so spielt | CBS    | [ 22 ] |
| 1993 | Springfield Story                                   | CBS    | [ 22 ] |
| 1994 | All My Children                                     | ABC    | [ 23 ] |
| 1994 | Jung und Leidenschaftlich – Wie das Leben so spielt | CBS    | [ 23 ] |
| 1994 | Springfield Story                                   | CBS    | [ 23 ] |
| 1994 | Schatten der Leidenschaft                           | CBS    | [ 23 ] |
| 1995 | General Hospital                                    | ABC    | [ 24 ] |
| 1995 | All My Children                                     | ABC    | [ 24 ] |
| 1995 | Zeit der Sehnsucht                                  | NBC    | [ 24 ] |
| 1995 | Schatten der Leidenschaft                           | CBS    | [ 24 ] |
| 1996 | General Hospital                                    | ABC    | [ 25 ] |
| 1996 | All My Children                                     | ABC    | [ 25 ] |
| 1996 | Zeit der Sehnsucht                                  | NBC    | [ 25 ] |
| 1996 | Schatten der Leidenschaft                           | CBS    | [ 25 ] |
| 1997 | General Hospital                                    | ABC    | [ 26 ] |
| 1997 | All My Children                                     | ABC    | [ 26 ] |
| 1997 | Zeit der Sehnsucht                                  | NBC    | [ 26 ] |
| 1997 | Schatten der Leidenschaft                           | CBS    | [ 26 ] |
| 1998 | All My Children                                     | ABC    | [ 27 ] |
| 1998 | Zeit der Sehnsucht                                  | NBC    | [ 28 ] |
| 1998 | General Hospital                                    | ABC    | [ 28 ] |
| 1998 | Schatten der Leidenschaft                           | CBS    | [ 28 ] |
| 1999 | General Hospital                                    | ABC    | [ 29 ] |
| 1999 | All My Children                                     | ABC    | [ 29 ] |
| 1999 | Zeit der Sehnsucht                                  | NBC    | [ 29 ] |
| 1999 | Schatten der Leidenschaft                           | CBS    | [ 29 ] |

### 2000er Jahre
| Jahr | Serie                                               | Sender | Ref    |
| ---- | --------------------------------------------------- | ------ | ------ |
| 2000 | General Hospital                                    | ABC    | [ 30 ] |
| 2000 | All My Children                                     | ABC    | [ 30 ] |
| 2000 | Liebe, Lüge, Leidenschaft                           | ABC    | [ 30 ] |
| 2000 | Schatten der Leidenschaft                           | CBS    | [ 30 ] |
| 2001 | Jung und Leidenschaftlich – Wie das Leben so spielt | CBS    | [ 31 ] |
| 2001 | All My Children                                     | ABC    | [ 31 ] |
| 2001 | General Hospital                                    | ABC    | [ 31 ] |
| 2001 | Schatten der Leidenschaft                           | CBS    | [ 31 ] |
| 2002 | Liebe, Lüge, Leidenschaft                           | ABC    | [ 32 ] |
| 2002 | All My Children                                     | ABC    | [ 32 ] |
| 2002 | Jung und Leidenschaftlich – Wie das Leben so spielt | CBS    | [ 32 ] |
| 2002 | Schatten der Leidenschaft                           | CBS    | [ 32 ] |
| 2003 | Jung und Leidenschaftlich – Wie das Leben so spielt | CBS    | [ 33 ] |
| 2003 | Reich und Schön                                     | CBS    | [ 33 ] |
| 2003 | Port Charles                                        | ABC    | [ 33 ] |
| 2003 | Schatten der Leidenschaft                           | CBS    | [ 33 ] |
| 2004 | Schatten der Leidenschaft                           | CBS    | [ 34 ] |
| 2004 | Jung und Leidenschaftlich – Wie das Leben so spielt | CBS    | [ 35 ] |
| 2004 | Reich und Schön                                     | CBS    | [ 35 ] |
| 2004 | General Hospital                                    | ABC    | [ 35 ] |
| 2004 | Springfield Story                                   | CBS    | [ 35 ] |
| 2005 | General Hospital                                    | ABC    | [ 36 ] |
| 2005 | All My Children                                     | ABC    | [ 36 ] |
| 2005 | Jung und Leidenschaftlich – Wie das Leben so spielt | CBS    | [ 36 ] |
| 2005 | Schatten der Leidenschaft                           | CBS    | [ 36 ] |
| 2006 | General Hospital                                    | ABC    | [ 37 ] |
| 2006 | Jung und Leidenschaftlich – Wie das Leben so spielt | CBS    | [ 38 ] |
| 2006 | Springfield Story                                   | CBS    | [ 38 ] |
| 2006 | Schatten der Leidenschaft                           | CBS    | [ 38 ] |
| 2007 | Springfield Story                                   | CBS    | [ 39 ] |
| 2007 | Schatten der Leidenschaft                           | CBS    | [ 39 ] |
| 2007 | Reich und Schön                                     | CBS    | [ 39 ] |
| 2007 | Liebe, Lüge, Leidenschaft                           | ABC    | [ 39 ] |
| 2008 | General Hospital                                    | ABC    | [ 40 ] |
| 2008 | Springfield Story                                   | CBS    | [ 41 ] |
| 2008 | Liebe, Lüge, Leidenschaft                           | ABC    | [ 41 ] |
| 2008 | Schatten der Leidenschaft                           | CBS    | [ 41 ] |
| 2009 | Reich und Schön                                     | CBS    | [ 42 ] |
| 2009 | All My Children                                     | ABC    | [ 43 ] |
| 2009 | Zeit der Sehnsucht                                  | NBC    | [ 43 ] |

### 2010er Jahre
| Jahr                      | Serie                     | Sender   | Ref    |
| ------------------------- | ------------------------- | -------- | ------ |
| 2010                      | Reich und Schön           | CBS      | [ 44 ] |
| 2010                      | All My Children           | ABC      | [ 45 ] |
| 2010                      | General Hospital          | ABC      | [ 45 ] |
| 2010                      | Schatten der Leidenschaft | CBS      | [ 45 ] |
| 2011                      | Reich und Schön           | CBS      | [ 46 ] |
| 2011                      | All My Children           | ABC      | [ 47 ] |
| 2011                      | General Hospital          | ABC      | [ 47 ] |
| 2011                      | Schatten der Leidenschaft | CBS      | [ 47 ] |
| 2012                      | General Hospital          | ABC      | [ 48 ] |
| 2012                      | All My Children           | ABC      | [ 49 ] |
| 2012                      | Zeit der Sehnsucht        | NBC      | [ 49 ] |
| 2012                      | Schatten der Leidenschaft | CBS      | [ 49 ] |
| 2013                      | Zeit der Sehnsucht        | NBC      | [ 50 ] |
| 2013                      | Reich und Schön           | CBS      | [ 51 ] |
| 2013                      | General Hospital          | ABC      | [ 51 ] |
| 2013                      | Liebe, Lüge, Leidenschaft | ABC      | [ 51 ] |
| 2013                      | Schatten der Leidenschaft | CBS      | [ 51 ] |
| 2014                      | Schatten der Leidenschaft | CBS      | [ 52 ] |
| 2014                      | Reich und Schön           | CBS      | [ 53 ] |
| 2014                      | Zeit der Sehnsucht        | NBC      | [ 53 ] |
| 2014                      | Liebe, Lüge, Leidenschaft | TOLN.com | [ 53 ] |
| 2015                      |                           |          |        |
| Zeit der Sehnsucht        | NBC                       | [ 54 ]   |        |
| Schatten der Leidenschaft | CBS                       | [ 54 ]   |        |
| Reich und Schön           | CBS                       | [ 55 ]   |        |
| General Hospital          | ABC                       | [ 55 ]   |        |
| 2016                      | General Hospital          | ABC      | [ 56 ] |
| 2016                      | Reich und Schön           | CBS      | [ 57 ] |
| 2016                      | Zeit der Sehnsucht        | NBC      | [ 57 ] |
| 2016                      | Schatten der Leidenschaft | CBS      | [ 57 ] |
| 2017                      | General Hospital          | ABC      | [ 58 ] |
| 2017                      | Reich und Schön           | CBS      | [ 58 ] |
| 2017                      | Zeit der Sehnsucht        | NBC      | [ 58 ] |
| 2017                      | Schatten der Leidenschaft | CBS      | [ 58 ] |
| 2018                      | Zeit der Sehnsucht        | NBC      | [ 59 ] |
| 2018                      | Reich und Schön           | CBS      | [ 59 ] |
| 2018                      | General Hospital          | ABC      | [ 59 ] |
| 2018                      | Schatten der Leidenschaft | CBS      | [ 59 ] |
| 2019                      | Schatten der Leidenschaft | CBS      | [ 60 ] |
| 2019                      | Reich und Schön           | CBS      | [ 60 ] |
| 2019                      | Zeit der Sehnsucht        | NBC      | [ 60 ] |
| 2019                      | General Hospital          | ABC      | [ 60 ] |

### 2020er Jahre
| Jahr                      | Serie                     | Sender | Ref    |
| ------------------------- | ------------------------- | ------ | ------ |
| 2020                      | Schatten der Leidenschaft | CBS    | [ 61 ] |
| 2020                      | Reich und Schön           | CBS    | [ 62 ] |
| 2020                      | Zeit der Sehnsucht        | NBC    | [ 62 ] |
| 2020                      | General Hospital          | ABC    | [ 62 ] |
| 2021                      | General Hospital          | ABC    | [ 63 ] |
| 2021                      | Reich und Schön           | CBS    | [ 64 ] |
| 2021                      | Zeit der Sehnsucht        | NBC    | [ 64 ] |
| 2021                      | Schatten der Leidenschaft | CBS    | [ 64 ] |
| 2022                      |                           |        |        |
| General Hospital          | ABC                       | [ 65 ] |        |
| Beyond Salem              | Peacock                   | [ 66 ] |        |
| Reich und Schön           | CBS                       | [ 66 ] |        |
| Zeit der Sehnsucht        | NBC                       | [ 66 ] |        |
| Schatten der Leidenschaft | CBS                       | [ 66 ] |        |
| 2023                      |                           |        |        |
| General Hospital          | ABC                       | [ 67 ] |        |
| The Bay                   | Popstar! TV               | [ 67 ] |        |
| Reich und Schön           | CBS                       | [ 67 ] |        |
| Zeit der Sehnsucht        | NBC/Peacock               | [ 67 ] |        |
| Schatten der Leidenschaft | CBS                       | [ 67 ] |        |
| 2024                      |                           |        |        |
| General Hospital          | ABC                       | [ 68 ] |        |
| The Bay                   | Popstar! TV               | [ 68 ] |        |
| Reich und Schön           | CBS                       | [ 68 ] |        |
| Zeit der Sehnsucht        | Peacock                   | [ 68 ] |        |
| Nachbarn                  | Amazon Freevee            | [ 68 ] |        |
| Schatten der Leidenschaft | CBS                       | [ 68 ] |        |

## Statistik
| Awards | Program                   |
| ------ | ------------------------- |
| 17     | General Hospital          |
| 11     | Schatten der Leidenschaft |
| 4      | As the World Turns        |
| 4      | Zeit der Sehnsucht        |
| 3      | All My Children           |
| 3      | Reich und Schön           |
| 3      | Springfield Story         |
| 3      | California Clan           |
| 2      | The Doctors               |
| 2      | Ryan’s Hope               |
| 1      | Another World             |
| 1      | The Edge of Night         |
| 1      | Liebe, Lüge, Leidenschaft |